# Радгосп «Боровський»
Радгосп «Боровський» (рос. Совхоз «Боровский») — село в Боровському районі Калузької області Російської Федерації.
Населення становить 1126 осіб. Входить до складу муніципального утворення Муніципальне утворення село Радгосп Боровський.

## Історія
До 1944 року населений пункт належав до Московської області. Від 1944 року в складі Калузької області.
Від 2004 року входить до складу муніципального утворення Муніципальне утворення село Радгосп Боровський.

## Населення
| 2002 | 2010  |
| ---- | ----- |
| 946  | ↗1126 |